# Triphleba bifida
Triphleba bifida är en tvåvingeart som beskrevs av Schmitz 1949. Triphleba bifida ingår i släktet Triphleba och familjen puckelflugor. Arten är reproducerande i Sverige. Inga underarter finns listade i Catalogue of Life.